# Zone économique exclusive de Chypre

Carte de la zone économique exclusive de la république de Chypre

La zone économique exclusive de Chypre couvre 98 707 kilomètres carrés (38 100 miles carrés) et est divisée en 13 carrés d'exploration. La ZEE de Chypre borde celles de la Grèce, de la Turquie, de la Syrie, du Liban, d'Israël et de l'Égypte. La Turquie conteste la revendication chypriote.
Le processus de création des zones économiques exclusives de Chypre, d'Israël et du Liban a lieu à Nicosie en 2010 avec des réunions séparées entre chaque pays. Chypre et Israël, dans le cadre de leur coopération plus large, conviennent de commencer l'exploration gazière avec une entreprise commune américaine, à savoir Noble Energy. Les gouvernements chypriote et israélien discutent de l'exportation de leur gaz naturel par le transport de gaz naturel comprimé vers la Grèce puis vers le reste de l'Europe ou par des pipelines sous-marins partant d'Israël et menant à la Grèce via Chypre,.